# Mumburamazi
Mumburamazi är ett periodiskt vattendrag i Burundi.   Det ligger i provinsen Ruyigi, i den centrala delen av landet, 100 km öster om huvudstaden Bujumbura.
I omgivningarna runt Mumburamazi växer huvudsakligen savannskog. Runt Mumburamazi är det ganska tätbefolkat, med 207 invånare per kvadratkilometer.